# Інес Родена
Інес Родена (ісп. Ines Rodena; 20 квітня 1905, Гавана , Куба — 15 квітня 1985, Маямі, Флорида, США) — латиноамериканська письменниця, автор понад 100 романів, з яких 64 екранізовано.

## Біографія

### Перші роки життя
Народилася Інес Родена 20 квітня 1905 року в Гавані на острові Куба. З дитинства мріяла стати письменницею і незабаром її мрія здійснилася, коли в 1920-х роках вона написала свій перший роман «Багаті теж плачуть», що згодом став відомим і популярним, а в 1979 році — екранізованим.

### Кар'єра письменниці
Всього Інес Родена написала понад 100 романів, з яких 64 було екранізовано. На романи Інес Родена завжди був великий читацький попит, книги розкуповувалися за лічені тижні. Деякі телесеріали, зняті за її романами, стали культовими — «Багаті теж плачуть», «Дика роза», «Марія Мерседес», «Марімар», «Хазяйка», «Марісоль», «Брехня в порятунок», «Узурпаторка», «Зловмисниця». Романи Інес Родена були екранізовані практично в усіх країнах Латинської Америки, навіть в США і Європі.

### Останні роки життя
У 1970-х роках Інес Родена серйозно захворіла і залишила кар'єру письменниці і присвятила себе особистого життя і переїхала в Маямі. Там вона і померла 15 квітня 1985 року у віці 79 років.

## Екранізовані романи Інес Родена

### Серіали
- 1968 — Ката (Венесуела)
- 1969 — Серце матері (Венесуела).
- 1970-1971 — Крістіна (Венесуела).
- 1970 — Кішка (Мексика).
- 1971 — Узурпаторка (Венесуела).
- 1972 — Пані (Венесуела).
- 1972-1973 — Жертвоприношення жінки (Венесуела).
- 1973 — Мій суперник (Мексика).
- 1973-74 — Ракель (Венесуела)
- 1979 — Багаті теж плачуть
- 1981 — Дім, який я пограбувала
- 1986-87 — Зловмисниця (Венесуела)
- 1987-88 — Дика роза
- 1992 — Марія Мерседес
- 1994 — Марімар
- 1995 — Хазяйка
- 1995 — Марія з передмістя
- 1996 — Марісоль
- 1996 — Брехня на спасіння
- 1998 — Узурпаторка
- 2001 — Зловмисниця
- 2010 — Я твоя хазяйка
- 2012 — Хто ти? (Колумбія)
- 2013 — Непокірне серце
- 2019 — Узурпаторка